# Tahina Razafindramary
Tahinaharinoro "Tahina" Razafindramary là một nhà giáo dục và một cựu giáo viên đến từ Madagascar.
Razafindramary bắt đầu sự nghiệp của mình với tư cách là một giáo viên toán học dạy ở trường trung học ở miền nam đất nước, trước khi gia nhập khoa kế hoạch của Bộ Giáo dục Madagascar.
Năm 2005, Razafindramary là giám đốc của DPEFST.
Razafindramary chịu trách nhiệm về Đối tác giáo dục toàn cầu (GPE), với sự hỗ trợ của UNICEF, tại một số quốc gia ở châu Phi, bao gồm Djibouti và Cộng hòa Trung Phi. Năm 2015, bà là giám đốc quốc gia của GPE tại Cộng hòa Trung Phi. Bà là người dẫn dắt đất nước cho Djibouti.
Razafindramary là lãnh đạo quốc gia của GPE như Cộng hòa Trung Phi, Bêlarut, Djibouti, Cộng hòa Dân chủ Congo, Mauritania, Nigeria, Guinea-Bissau và Togo.
Đối với GPE và báo cáo từ Ngân hàng Thế giới, "Djibouti cần xây dựng và mở rộng thành tựu để giáo dục thế hệ tiếp theo", Razafindramary đã nhận xét: "Điều đáng chú ý nhất về chương trình này, đặc biệt là trẻ em không đi học, những người sống ở vùng sâu vùng xa cũng như trẻ em bị khiếm khuyết về thể chất sẽ có thể tiếp cận và hoàn thành chương trình tiểu học và trung học cơ sở. "  Djibouti đã đạt được "tiến bộ đáng kể", đặc biệt so với nước láng giềng Somalia và Eritrea, cả hai đều có mức độ ghi danh học đường đáng kể, nhưng vẫn không thể đạt được các Mục tiêu Phát triển Thiên niên kỷ.